# Saltuarius swaini
Saltuarius swaini är en ödleart som beskrevs av  Wells och WELLINGTON 1985. Saltuarius swaini ingår i släktet Saltuarius och familjen geckoödlor. Inga underarter finns listade i Catalogue of Life.